# 拉里·鲁道夫
拉里·鲁道夫（英語：Larry Rudolph，1963年7月24日—），是美国經紀人和前娱乐业律师 。其以1998年到2004年和2008年至2021年担任布兰妮·斯皮尔斯经纪人的身份最为出名。

## 职业生涯
鲁道夫出生于纽约布朗克斯区。他起初是一个娱乐业律师，于1992年成立了纽约律师事务所Rudolph＆Beer。它于2003年关闭，鲁道夫说：“虽然我为我15年的律师生涯感到非常自豪，但我发现我对于艺人管理有着真正的热情。” 
鲁道夫还担任过包括布兰妮·斯皮尔斯等的音乐艺术家的经纪人，如艾薇儿·拉维尼、麦莉·赛勒斯、Will.i.am、妮可·舒辛格、贾斯汀·汀布莱克、98度、尼克·拉奇、DJ Pauly D]、后街男孩、O-Town、唐妮·布蕾斯顿、Swizz Beats、金·彼特拉斯和DMX 。他是管理公司Reign Deer Entertainment的创始人，并通过该公司制作了电影《穿越乡间路》（2002）和两部真人秀：《Newlyweds：Nick and Jessica》（2003-2005）和《There＆Back》（2006）。2007年，他与Nicole Winnaman共同创办了营销公司Total Entertainment和Arts Marketing。鲁道夫与小野猫的创始人Robin Antin、制作人Luke和Max Martin一起推出了女子组合G.R.L. 。 

## 个人生活
鲁道夫结过两次婚。 1992年，他与他的第一任妻子Ronna Ilene Gross结婚；在离婚之前，他们有三个孩子：双胞胎Gavin Walker、Trevor Wade，和女儿Dylan Page。   2017年7月22日，他与他的第二任妻子珍妮弗·巴尼特（英语：Jennifer Barnet）在纽约州萨格港结婚， 而后者曾是布兰妮·斯皮尔斯的化妆造型师。 鲁道夫曾进行过两次心脏瓣膜置换手术：一次在38岁，另一次在51岁。 